# Glandularia atacamensis
Glandularia atacamensis là một loài thực vật có hoa trong họ Cỏ roi ngựa. Loài này được (Reiche) J.M.Watson & A.E.Hoffm. mô tả khoa học đầu tiên năm 1998.